# Terasă (arhitectură)

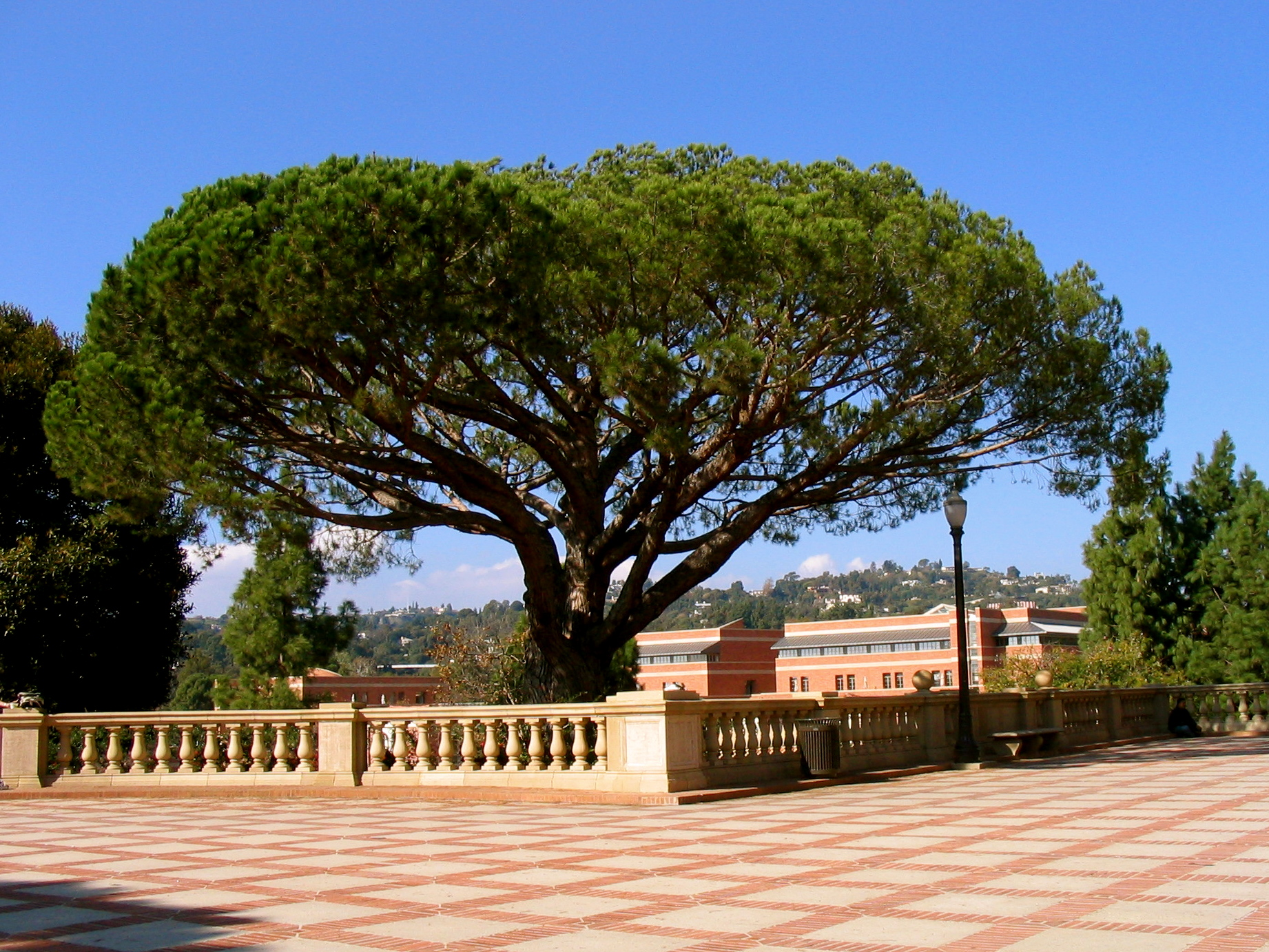
O terasă

Ca termen din arhitectură, o terasă este o construcție deschisă, anexă la o clădire, care poate fi așezată fie la parter, fie la etaj sau pe acoperiș. 
Terasele-acoperișuri pun adesea probleme de dezordine legate de o proastă concepție sau de degradarea  etanșeității.
Acoperișurile-terase  pot fi învelite cu o vegetație extensivă specială, care limitând șocurile termice prelungește durata de viață a etanșeității (dacă aceasta a fost făcută corect inițial, și dacă a fost așezat un fetru sau o peliculă antirădăcini). Dispunerea unei terase vegetalizate pe care sunt așezate panouri solare este o amenajare ridicată în slăvi pentru înalta calitate de protejare a mediului înconjurător.